# خيسوس راميريز رانغيل
خيسوس راميريز رانغيل هو سياسي مكسيكي، ولد في 1 أبريل 1978. نشط حزبياً في حزب العمل الوطني. وقد انتخب عضو مجلس النواب المكسيك ‏.